# Внешняя политика
Вне́шняя поли́тика (также вне́шние отноше́ния госуда́рства) — отношения суверенного государства с другими государствами и международными организациями; общий курс государства в международных делах; конкретная международная деятельность государства в собственных интересах, реализующая внешнеполитические цели государства.
Внешняя политика, как правило, находится в ведении специального органа — министерства иностранных дел страны, при этом основные направления внешней политики государства определяются главой государства, в принятии законов о ратификации и денонсации международных договоров и других законов, имеющих отношение к внешней политике, участвуют органы законодательной власти, а основополагающие принципы могут быть закреплены в конституции.
Внешняя политика противопоставляется внутренней политике.

## Исторические определения
Внешняя политика, на начало XX столетия, включала в себя вопросы об отношениях государств между собою, о войне и мире, о союзах и соглашениях между государствами в делах международной торговли, вопросы о разделении сферы влиянии в пограничных странах, о владении морем, о колониях и прочее, использовался также термин вне́шние сноше́ния.

## Цели внешней политики
«Страна, требующая нравственного совершенства в своей внешней политике, не добьется ни совершенства, ни безопасности»— Генри Киссинджер
Внешняя политика регулирует отношения данного суверенного государства с другими государствами, странами и народами в соответствии с его принципами и целями, достигаемыми применением различных средств и методов. Важнейшее средство внешней политики — дипломатия. С 1711 года термин дипломатия используется для обозначения искусства и практики ведения переговоров между представителями государств, стран и народов.
Существует несколько целей, которые могут мотивировать внешнюю политику правительства государства и страны. Помимо прочего, внешняя политика может быть направлена на обеспечение обороны и безопасности, на извлечение политической и экономической выгоды или на оказание помощи государствам, которые в ней нуждаются. Все внешнеполитические задачи взаимосвязаны и способствуют формированию единой комплексной внешней политики каждого государства. В отличие от внутренней политики, вопросы внешней политики, как правило, возникают одномоментно в ответ на события и крупные события в зарубежных странах.

### Оборона и безопасность
Внешняя политика имеет ключевой целью обеспечение национальной безопасности. Внешнеполитическими мерами, служащими этой цели является вступление в военные союзы с иностранными государствами для сдерживания и оказания более сильного сопротивления противнику, а также борьба с враждебными государствами посредством применения мягкой силы, формирования международной изоляции или ведения войны.
В XXI веке оборонительная внешняя политика трансформировалась для обеспечения противостояния угрозе международного терроризма.

### Экономическая выгода
Внешняя политика играет ключевую роль в определении места государства и страны в мировой экономике и международной торговле. Вопросы экономической внешней политики могут включать заключение торговых соглашений, распределение иностранной помощи, а также содействие управлению импортом и экспортом.

### Интернационалистические цели
Многие государства разработали гуманитарные программы в рамках концепции «обязанность защищать». Сторонники либерального интернационализма считают, что долг более сильных и благополучных стран — помогать и поддерживать менее сильные страны. Эта идея часто ассоциируется с идеалистической школой мысли. Либеральная интернационалистская поддержка может принимать форму оборонительной или экономической поддержки.

## Осуществление внешней политики
Главное внешнеполитическое ведомство государства — внутригосударственный орган внешних отношений (сношений), осуществляющий практическую деятельность по проведению внешней политики государства, — во многих государствах и странах именуется министерством иностранных дел и возглавляется министром иностранных дел.
В США это ведомство называется государственным департаментом и возглавляется государственным секретарём США, во Франции — министерством внешних отношений, в Швейцарии — политическим департаментом, в Аргентине — министерством внешних отношений и культа, в Ливии — народным бюро по внешним связям и так далее.